# جاك مانينغ (لاعب كرة قاعدة)
جاك مانينغ (بالإنجليزية: Jack Manning)‏ هو لاعب كرة قاعدة أمريكي، ولد في 20 ديسمبر 1853 في برينتري في الولايات المتحدة، وتوفي في 15 أغسطس 1929 في بوسطن في الولايات المتحدة.

## وصلات خارجية
- جاك مانينغ على موقعبيزبول رفرنس.كوم (الدوري الرئيسي) (الإنجليزية)
- جاك مانينغ على موقعبيزبول رفرنس.كوم (الدوري الثانوي) (الإنجليزية)